# Annemarie Leenders-Kusters
Anna Maria (Annemarie) Leenders-Kusters (Asten, 4 september 1934 – Born, 20 december 1982) was een Nederlands beeldhouwer, medailleur en tekenaar.

## Leven en werk
Annemarie Kusters werd doof geboren. Ze bezocht vanaf haar vierde het Instituut voor Doven in Sint-Michielsgestel en werd opgeleid tot coupeuse. Vanaf haar 16e verdiende ze geld met haar naaiwerk, in haar vrije tijd schilderde ze. Nadat ze kennismaakte met een aantal kunstenaars uit Den Bosch en omstreken, besloot ze een kunstopleiding te volgen. Kusters kreeg een beurs toegekend en studeerde vanaf 1956 aan de Jan van Eyck Academie in Maastricht, ze volgde er de beeldhouwklas van Fred Carasso. Ze voltooide de vierjarige opleiding in drie jaar en studeerde in 1959 cum laude af. Ze werd daarbij onderscheiden met de prijs van de gemeente Heer. Kusters trouwde later dat jaar met Wil Leenders (1930-2017), die ze aan de academie had leren kennen en tegelijkertijd met haar was afgestudeerd. Hij was later naast zijn werk als kunstenaar docent aan het doveninstituut in Sint-Michielsgestel.
Leenders-Kusters maakte onder meer penningen, reliëfs en vrijstaande sculpturen. In 1960 nam ze met haar man deel aan de tentoonstelling "Twaalf kunstenaars-echtparen in Limburg" in Kasteel Hoensbroek, de overige deelnemers waren Charles en Karin Eyck, Gilles Franssen en Miets Franssen-Vrijens, Frans Gast en Margot Glebocki, Lou Jonas en Liesje Jonas-Peters, Piet Killaars en Hélène van der Lubbe, Nic. Tummers en Vera van Hasselt, Joep Nicolas en Suzanne Nijs, Teun Roosenburg en Jopie Roosenburg-Goudriaan, Arthur Spronken en Varpu Tikanoja, Rob Stultiens en Marijke Thunnissen en Mathieu Vroemen en Riet Jager. Naar aanleiding van haar deelname aan een tentoonstelling van Limburgse kunstenaars in september 1961 schreef een recensent dat ze behoorde "tot de gevoeligste beeldhouwers die we hebben".

## Enkele werken
- 1959 speelplastiek in Geldrop.[9]
- 1960 Mens-Stad-Leven op het Stationsplein in Beverwijk.[10] Geplaatst ter gelegenheid van de opening van het nieuwe Station Beverwijk.
- ca. 1961 Heilig Hartbeeld voor het Missiehuis Leyenbroek in Sittard.
- 1962 Tuinder'of Schoffelaar, bronzen beeld, hoek Plesmanweg / Bleriotlaan, Beverwijk.[11]
- 1963 Stenen reliëf voor een school in Orthen.[12]
- 1965 Recreatie bij de N.V. Kristalunie in Maastricht.[13]
- 1968 De Gevallen Mens, bronzen oorlogsmonument in Asten
- 1968 bronzen reliëf voor de Boerenleenbank in Born, samen met haar man.[14]

## Galerij

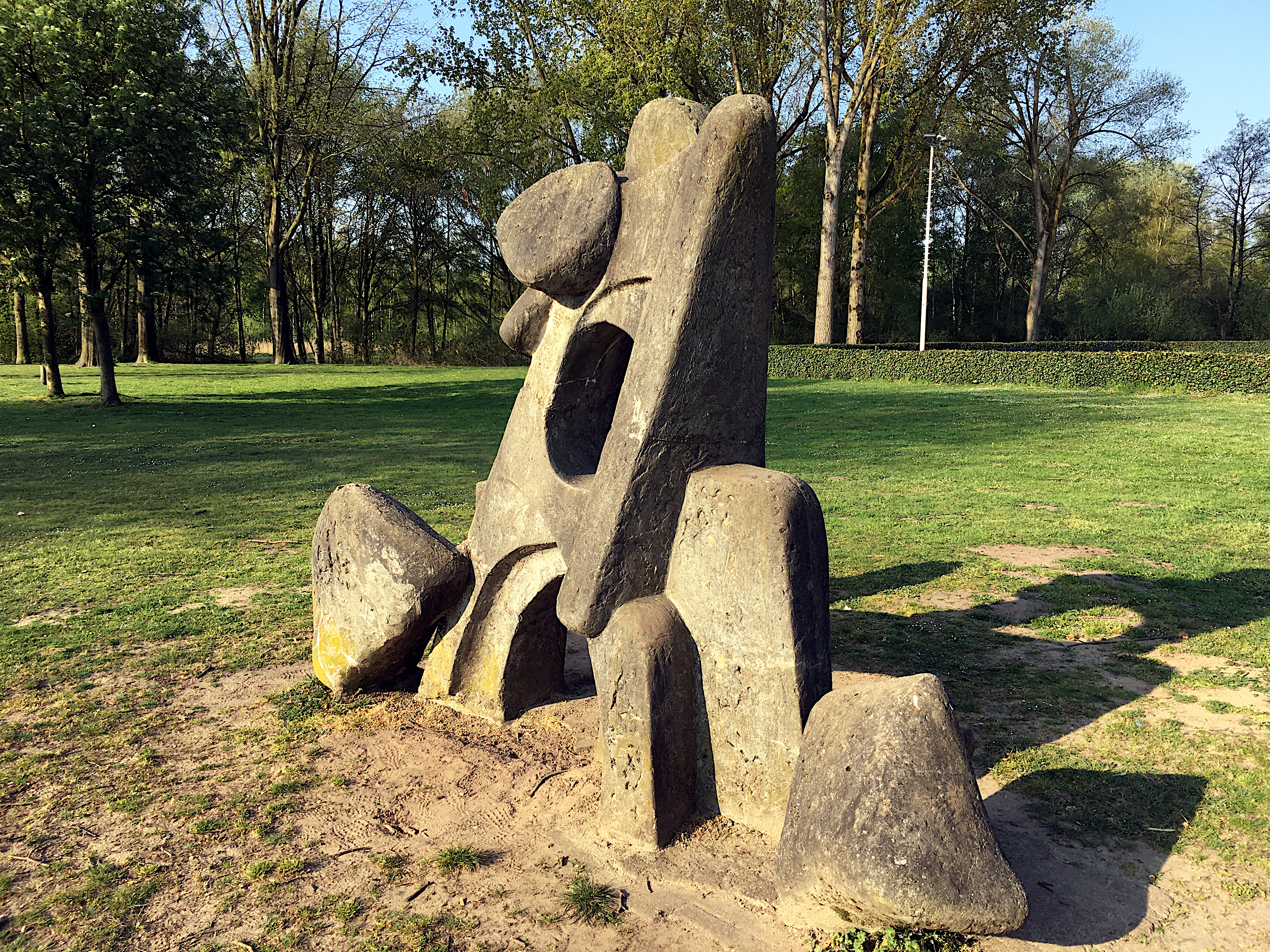
speelplastiek (1959), Geldrop
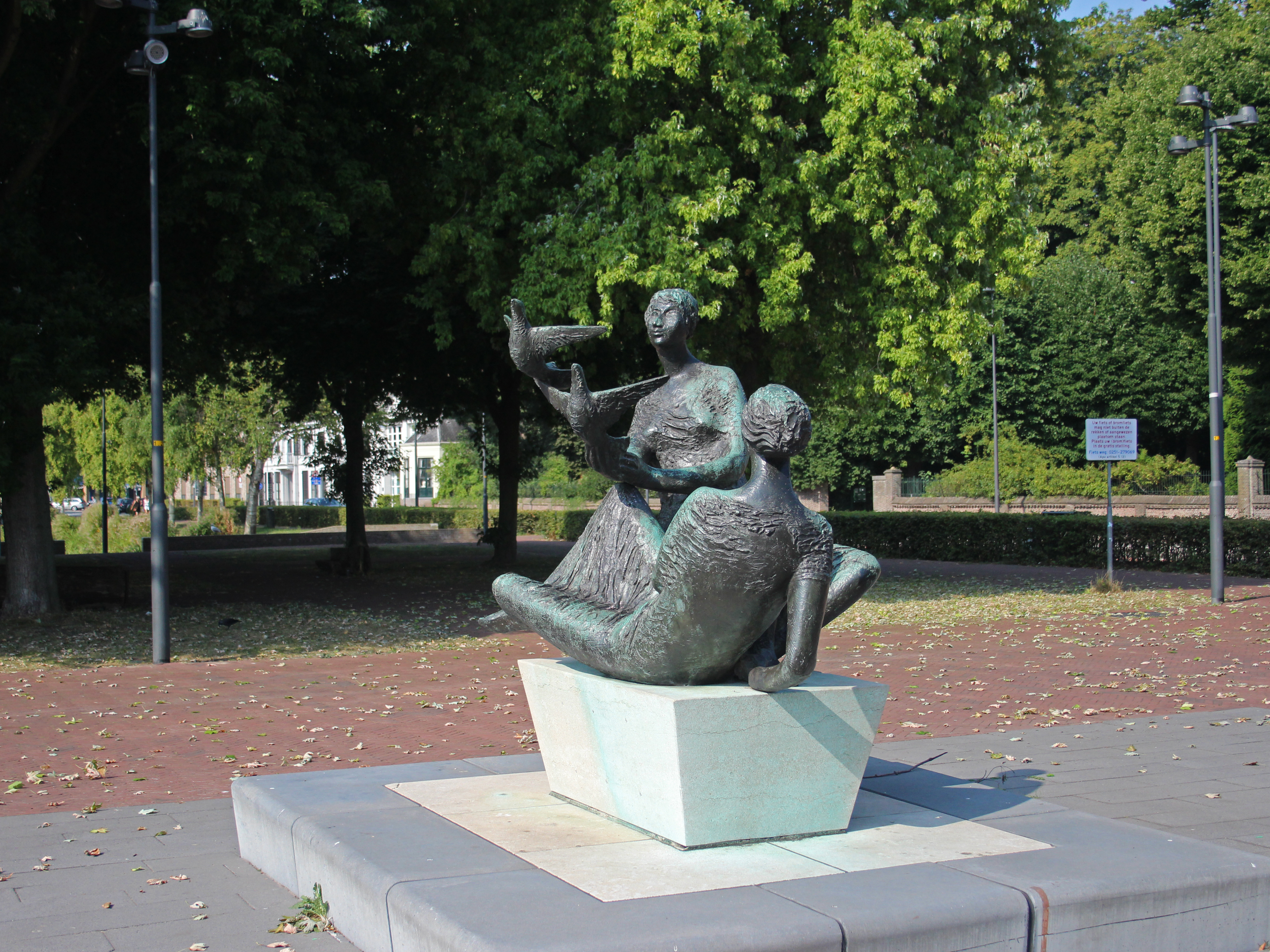
Mens-Stad-Leven (1960), Beverwijk
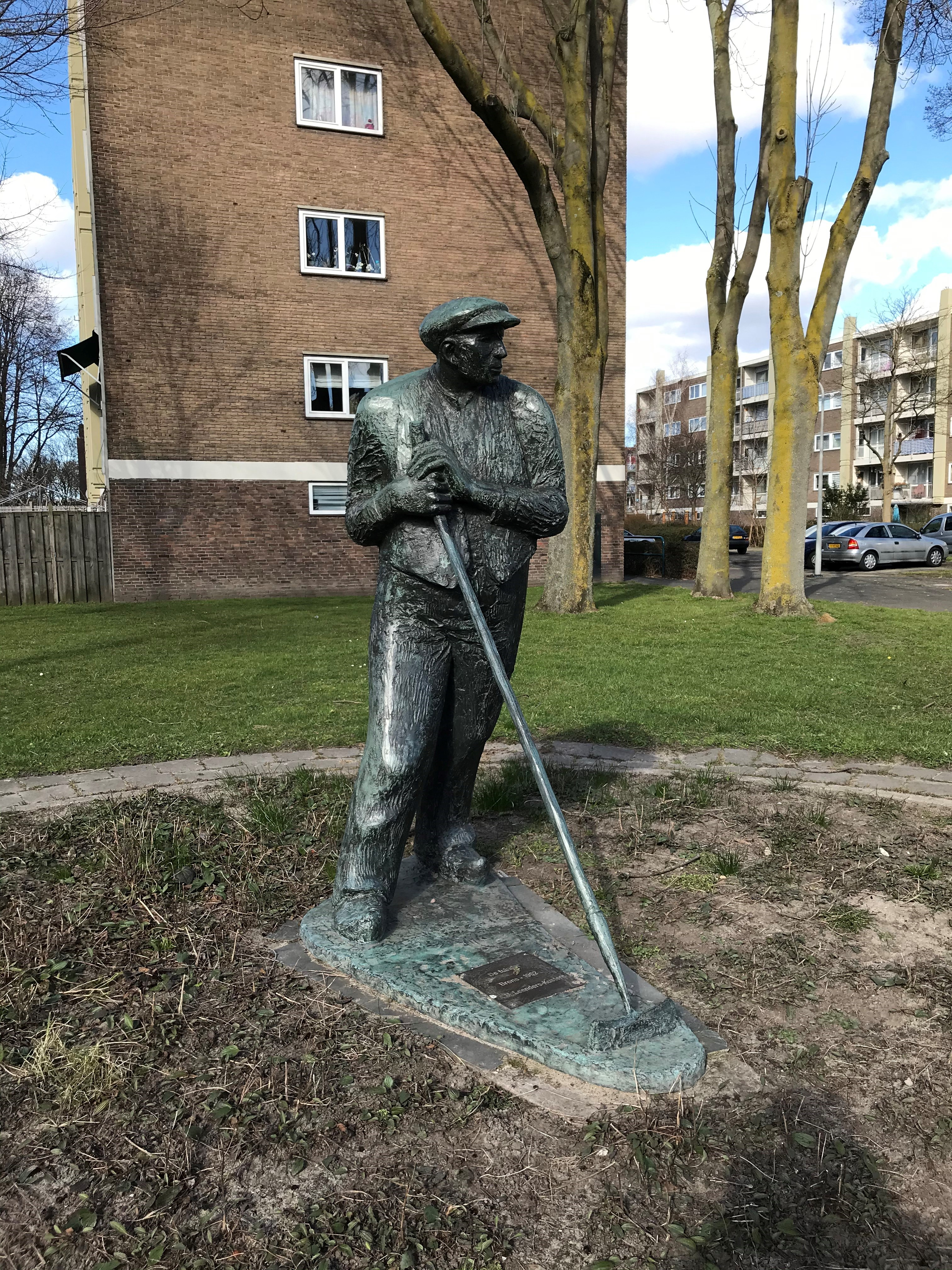
Tuinder (1962), Beverwijk
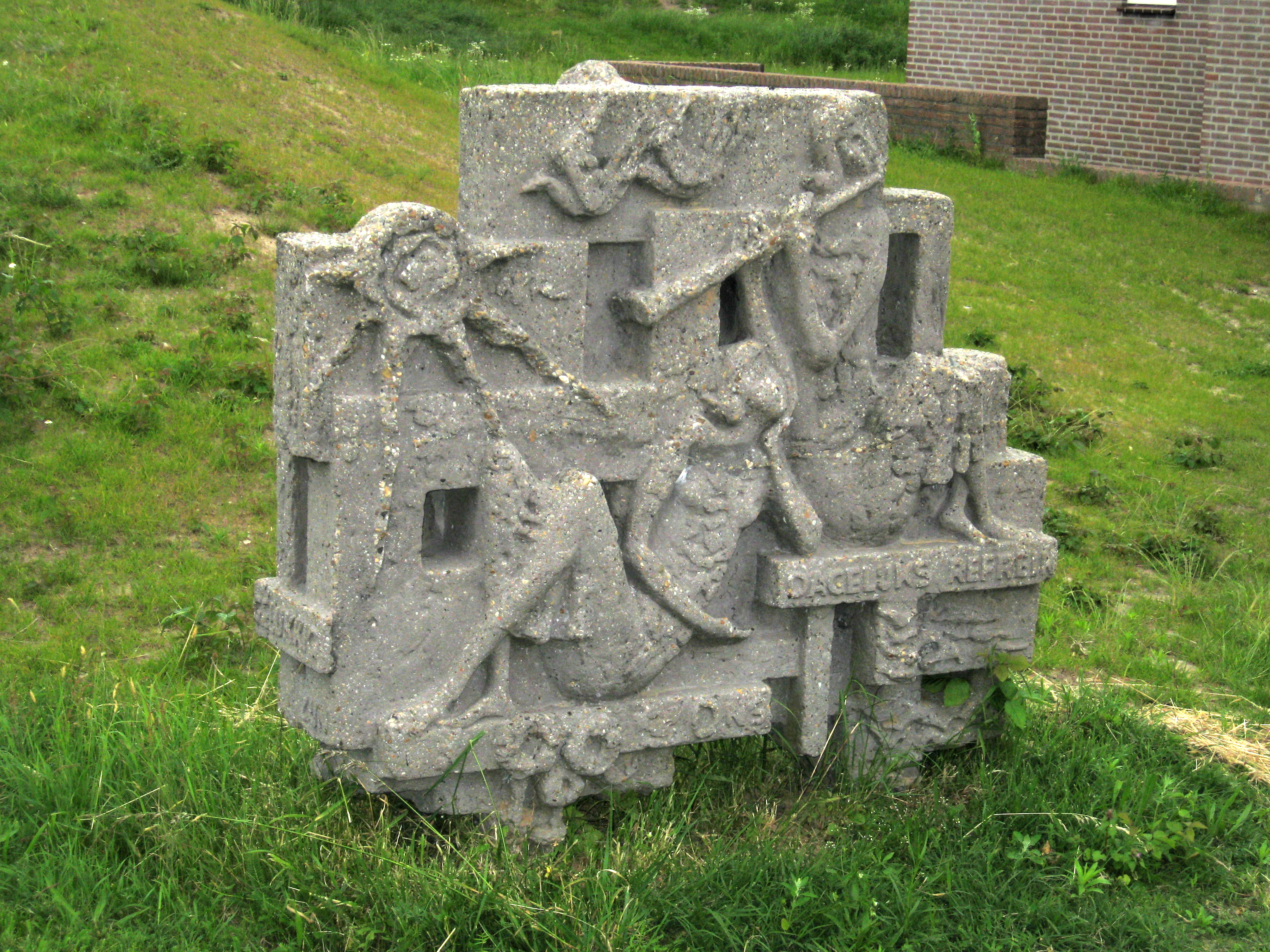
Reliëf (1963), Orthen
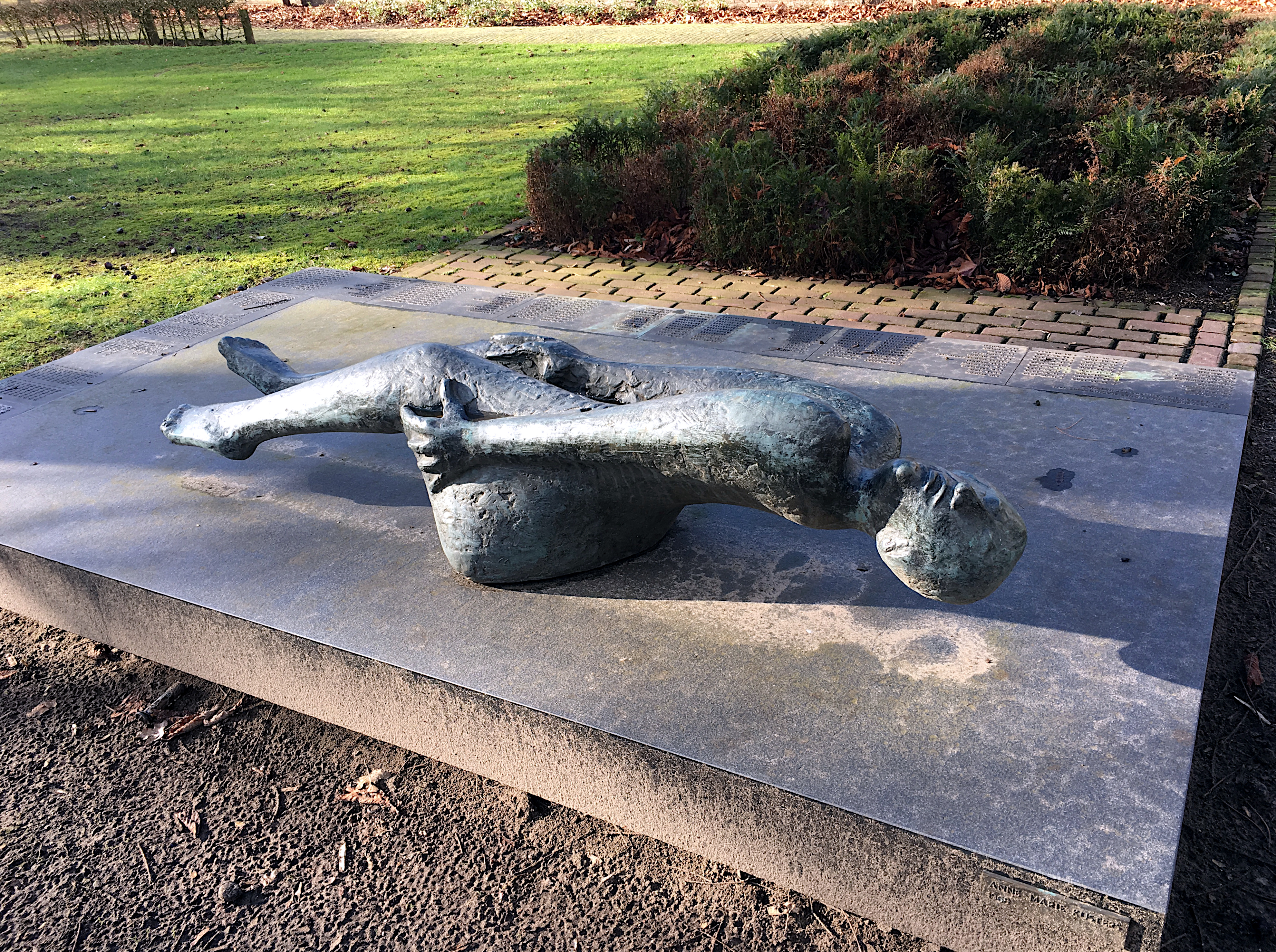
De Gevallen Mens (1968), Asten

- Biografisch Portaal: 60032635
- RKD-Nederlands Instituut voor Kunstgeschiedenis: 46965